# Anke Elisabeth Ballmann
Anke Elisabeth Ballmann (* 7. August 1969 in Miltenberg) ist eine deutsche Pädagogin, Psychologin und Autorin. Ihre Schwerpunkte sind kindgerechtes Lernen und gewaltfreie Pädagogik. Seit 2007 leitet sie das von ihr gegründete Fortbildungsinstitut „Lernmeer – Institut für kindgerechte Pädagogik“, das drei Standorte in Bayern hat.

## Leben
Ballmann studierte Psychologie, Pädagogik und Soziologie an der Ludwig-Maximilians-Universität in München. Anschließend war sie über zehn Jahre Pädagogin in verschiedenen Einrichtungen, in denen sie mit Kindern, Jugendlichen und Erwachsenen arbeitete. In dieser Zeit war sie u. a. als stellvertretende Kindergartenleitung, als Beraterin beim Axel Springer Verlag bei den Zeitschriften „Mädchen“ und „Yam!“ sowie als Multiplikatorin bei diversen Kampagnen des Staatsinstituts für Frühpädagogik und Medienkompetenz tätig.
2007 gründete sie das „Lernmeer - Institut für kindgerechte Pädagogik“ für die Fort- und Weiterbildung pädagogischer Fachkräfte. Dort spezialisierte sie sich auf pädagogisch-psychologische Diagnostik, Elterncoaching und Begabungsförderung. Als Bildungsreferentin führte Ballmann in dieser Zeit ebenso Seminare und Weiterbildungen für verschiedene Organisationen und Verbände durch. Sie war u. a. Referentin bei der Kampagne Dialog Bildung des Bayerischen Staatsministeriums für Arbeit und Sozialordnung, Familie und Frauen von 2007 bis 2011. Ab 2008 beriet Ballmann 15 Kindertageseinrichtungen im Rahmen des Projekts „Wort und Welt erschließen – Sprachberatung in Kindertageseinrichtungen“ des Bayerischen Staatsministeriums für Arbeit und Sozialordnung, Familie und Frauen in Zusammenarbeit mit dem Staatsinstitut für Frühpädagogik.
Im Jahr 2017 wurde Ballmann an der Friedrich-Alexander-Universität Erlangen-Nürnberg promoviert. Seit dem Wintersemester 2019/20 hält sie dort einen Lehrauftrag.  Im Jahr 2019 erschien ihr Buch Seelenprügel, das auf der SPIEGEL-Bestsellerliste geführt wurde. 2020 gründete sie die Stiftung Gewaltfreie Kindheit. 2021 erschien das Medienpaket „Kinderschutz: Gewaltfreie Pädagogik in der Kita“. 2022 wurden die Bücher „Worte wie Pfeile“ und „Das Faultier-Prinzip“ veröffentlicht.

## Werk
Ballmann leitet das Fortbildungsinstitut „Lernmeer“ in München und war in dessen Rahmen in über 500 Kitas und beriet ca. 10.000 Erzieher und Eltern,. In ihren Büchern und in ihren Vorträgen spricht sie deshalb besonders Missstände in Kitas an.
Laut Ballmann werden 13 Millionen Kinder in Deutschland in ihren ersten Lebensjahren in der Kita psychisch misshandelt. Fast jedes Kind wäre, zuhause wie in der Kita, mit emotionaler Gewalt konfrontiert. Im Fall von Kitas räumt sie dabei ein, dass die meisten Erzieher zwar gute Arbeit leisteten, aber es auch unter Erziehern „schwarze Schafe“ gebe. Es gehe ihr dabei nicht darum, Erzieher anzuklagen, sondern Missstände in Kitas anzusprechen und anzugehen. Sie beschreibt hierbei eine Kultur des Wegschauens und der Angst um des Friedens mit den Kollegen willen. Den Fachkräften soll jedoch aufgezeigt werden, dass sie durch Selbstreflexion an sich selbst arbeiten müssten und auch in der Ausbildung von Erziehern mehr Wert auf Biographiearbeit und Themen wie frühe Traumatisierungen gelegt werden müsse. Es brauche mehr Offenheit in den Einrichtungen, sowie ein Beschwerdemanagement, Schutzkonzepte und Selbstverpflichtungen der Mitarbeiter. In ihrem Buch Seelenprügel formulierte sie deshalb einen Zehn-Punkte-Plan, wie dies gelingen könne.
Entwicklungspsychologisch gesehen vertritt Ballmann die Ansicht, dass, wer seit seiner früher Kindheit mit psychischer Gewalt konditioniert wird, für den Rest seines Lebens von Selbstzweifeln begleitet werde und dass seelische Gewalt in ihrer Wirkung identisch mit körperlicher oder sexueller Gewalt sei. Für die Entwicklung von Kindern kritisiert sie daher auch die vielen Regeln und den zeitlichen Druck, der Kindern in der Kita beigebracht und auferlegt würde. Diese Thematik griff sie auch in ihrem 2022 erschienenen Buch „Das Faultier-Prinzip“ weiter auf. Sie thematisierte darin, welchen Druck die Erwartungen an die Bildung des Kindes in diesem auslöst und somit zu psychischen Erkrankungen führen könne. Sie plädierte deshalb dafür, jedem Kind sein eigenes Lerntempo zu lassen.
Mit ihrer 2020 gegründeten Stiftung Gewaltfreie Kindheit setzt Ballmann sich mit verschiedenen Projekten für eine gewaltfreie Pädagogik ein. Hierzu zählen u. a. Fortbildungen, Interviews, Kurse, Vorträge und Kampagnen rund um dieses Thema.

## Rezension
Die Thematik ihres Buches Seelenprügel wurde in Funk und Medien als Tabuthema in der Gesellschaft enttarnt. Hierauf gab es dementsprechend unterschiedliche Reaktionen.
Gerald Hüther, einer der bekanntesten Neurobiologen und Lernforscher Deutschlands, gab Ballmann in ihren Erkenntnissen Rückendeckung. Er schrieb dazu, dass Kindern schmerzvolle Erfahrungen erspart werden sollten, viele Eltern und Erzieher dies tun würden, viele jedoch auch nicht, wie Ballmann in ihrem Buch deutlich gemacht habe.
Reinhold Ehl, Leiter des Coburger Amtes für Jugend und Familie, stimmte Ballmann ebenfalls zu. Das Nachdenken über das eigene Verhalten und Erleben habe noch nie geschadet, schrieb er. Das Buch rüttle sowohl Eltern als auch Pädagogen wach und führe außerdem dazu, dass man sich selbst die Frage stelle, ob man so etwas schon mal erlebt habe und ob man als Erwachsener mit den eigenen Kindern oder den Kindern, die einem anvertraut wurden, immer altersentsprechend umging.
Kritische Stimmen mahnten Ballmann jedoch an, dass die alten Erziehungsmethoden niemandem geschadet hätten und die Bedürfnisorientierung Kinder verweichliche, deshalb seien Regeln und Konsequenzen für die Erziehung von Kindern genauso wichtig.

## Publikationen (Auswahl)
- Seelenprügel. Was Kindern in Kitas wirklich passiert. Und was wir dagegen tun können. Kösel-Verlag, München 2019, ISBN 978-3-328-10894-8.
- Worte wie Pfeile. Über emotionale Gewalt an unseren Kindern und wie wir sie verhindern. Kösel-Verlag, München 2022, ISBN 978-3-466-37283-6.
- Das Faultier-Prinzip. Wie Kinder in ihrem Lebenstempo gelassen und frei ihre Fähigkeiten entwickeln und die Welt für sich entdecken. Goldegg-Verlag, 2022, ISBN 978-3-99060-281-2.
- mit Jörg Maywald und Manuela Olten: Kinderschutz: Gewaltfreie Pädagogik in der Kita. 3. Auflage. Don Bosco Medien, 2021, ISBN 978-3-7698-2508-4.
- Der Einfluss der Umwelt auf die Entwicklung von Kindergartenkindern. Cuvillier Verlag, Göttingen 2017, ISBN 978-3-7369-9594-9.
- Satt und sauber reicht nicht!: Sofortmaßnahmen für Kitas und Eltern gegen den Notstand in der frühen Bildung. Kösel-Verlag, August 2023, ISBN 978-3-466-31209-2.
- mit Claudija Stolz: Die Krippen-Lüge: Unsichere Bindung, fehlende Geborgenheit – so stärken wir trotz Fremdbetreuung das Urvertrauen unserer Kinder. Goldegg Verlag, September 2025, ISBN 978-3-99060-524-0.